# Grey Skies
『Grey Skies』（グレイ・スカイズ）は、1976年9月25日に発売された大貫妙子通算1作目のスタジオ・アルバム。

## 解説
大貫妙子はシュガー・ベイブのメンバーとして3年弱の活動を経て、1976年にクラウン・レコードと契約。ソロ・アーティストとして活動をはじめることになった。当時の様子を大貫は「シュガー・ベイブを離れて一人になったら、全く自信がなかった。もう、このままやめるんじゃないかと思ったし。でも、周りの勧めにより、続けていこうと。いつも、山下くんの影に隠れてピアノを弾いていただけの存在だったけど、そんな私にも何か可能性を感じてくれた人がいたんですね。話を進めてくれたのは、後に『ロマンティーク』と『アヴァンチュール』をプロデュースしてくださった牧村さんです。そういう意味では周りの人に恵まれていた」「乗り気ではなかったというか、不安は大いにありました。でも、シュガー・ベイブが売れてたわけじゃないし、ソロになって初めの第一歩だから、そんなにプレッシャーは無かったけど。それよりも、自分の好きな人とできるということで楽しかった。私が一緒にお仕事したいアレンジャーが何人かおりまして、頼んだら皆やってくれるというので、あの頃はスタジオに入ってヘッド・アレンジみたいな感じでワイワイっていう感じで作りました。でも、あんなにレコーディングで疲れたことはありませんでした。シュガー・ベイブの時っていうのは、自分のパートだけこなしてればよかったし、歌も数曲でよかったわけだし。でも、ソロでは全部自分でやらなければいけなかった。だから、緊張しちゃって。で、つきあう人も初めての人が多かったし、気を遣って、ものすごく疲れた」「それでも、まだ『グレイ・スカイズ』を出したときは半信半疑でした。これからどうやっていくかも具体的に考えられませんでした。とにかく、これからは自分でやっていこうと思った時に、やっぱり音楽的パートナーが必要だった。今までは山下くんというパートナーがいたわけで。いろいろな人とソロ・アルバムで仕事した中で、坂本さんとの出会いが、ものすごく自分にとって大きかったわけですね。まだ彼はそんなに有名ではなかったけれど、とても才能のある人だと思ったし、もう芽生え始めていましたから。その頃、新しいシンセサイザーが出だした頃で、いち早く取り入れて使っていました。随分、勉強熱心だったし、研究熱心だったから。『グレイ・スカイズ』の中でやってるんだけど、彼のアレンジで。坂本くんも、最初は私の仕事を通じて、いろいろ試しながらやってたようなところがある。でも、自分のやりたいものとはすごく近いところを持っていた、最初から。私のメロディーというのは、すごく器楽的なので、どこかクラシックの要素が強く、その点、坂本くんは基本的なところで、よく理解してくれました」と答えている。さらに「今まで詞を先に書いたことは一度もありません。全部メロディーが先です。この頃はヘッド・アレンジといって、前もってアレンジは考えてくるという事はしないで、スタジオに入ってみんなであーだこうだ言いながら作るシステムだったんです。1曲1曲に関して、そういう感じでのんびりやりました。ここで関わったアレンジャーたちとは後々もやはりずっと付き合っていく訳なんです」と話している。
アルバムからのシングル・カットはなかったが、プロモーション用に「愛は幻」が、「One's Love」とのカップリングで制作された。その後、2022年4月23日に開催された『RECORD STORE DAY JAPAN 2022』にて初の“一般流通”仕様盤として、新規ジャケットにてリリースされた。

## アートワーク、パッケージ
タイトルは英語で“曇り空”の意味。アルバムの帯には以下のキャッチコピーが記載されている。

## 収録曲

### SIDE A
1. 時の始まり  –  (3'53")
  - 作詞・作曲 : 大貫妙子、編曲 : 山下達郎 ⁄ 大貫妙子
  - フィフス・アヴェニュー・バンドが持っていたような、シャッフルの気持ち良さの感じで作られた曲[book 2]。
2. 約束  –  (3'48")
  - 作詞・作曲 : 大貫妙子、編曲 : 山下達郎
  - シュガー・ベイブ時代のレパートリーだった曲。ライブでも披露されていた。
3. One's Love  –  (3'55")
  - 作詞・作曲 : 大貫妙子、編曲 : 細野晴臣 ⁄ 大貫妙子
  - 大貫によればベン・シドランなどから影響を受けて出来た曲だとし、「ちょっとジャズ寄りの志向があったんです、一時期。だから、どうしても3拍子で少しハネる感じに。ジャズまではいかないんだけれど」という[book 2]。
4. 午后の休息  –  (4'15")
  - 作詞・作曲 : 大貫妙子、編曲 : 大貫妙子&Friends ⁄ 坂本龍一
  - シュガー・ベイブを組む前に書いたオリジナル曲。ドラムレスでボンゴのリズムにギターが2本、そしてベースという小編成でレコーディングされたディスク・チャートでのデモ・テープの感じに近づけようということで、この編成になった。
5. 愛は幻  –  (4'47")
  - 作詞・作曲 : 大貫妙子、編曲 : 山下達郎 ⁄ 大貫妙子
  - 『SONGS』[注釈 5]を出した後、曲作りの面白さを自覚し始めた頃に書かれた曲。1994年に『SONGS』[注釈 5]がオリジナル・マスターにて初CD化された際[注釈 6]、荻窪ロフトでの解散コンサートから1976年4月1日のライブ音源が、2015年にリリースされた40周年盤『SONGS -40th Anniversary Ultimate Edition-』[注釈 7]のディスク1に、1976年1月28日、仙台電力ホールでの細野晴臣・大滝詠一のジョイント・ライヴ“ TROPICAL MOON”からのライブ音源が、それぞれボーナス・トラックとして収録された。「時の始まり」と「約束」、そしてこの曲の3曲はシュガー・ベイブ時代のレパートリーだったことから、山下がアレンジを手がけている。

### SIDE B
1. Wander Lust  –  (3'03")
  - 作詞・作曲 : 大貫妙子、編曲 : 坂本龍一
  - 大貫によれば「こういった傾向の曲は、シュガー・ベイブ時代に出来なかったことの欲求不満というか、そんなものの塊みたいな曲なんです。で、少しジャジーなんです。感じとしては。だから『ワンダー・ラスト』や『ワンズ・ラヴ』とか、この辺りがハッキリと傾向の違いというか、シュガー・ベイブでやってきた事との。これから自分が志向していきたいというものの明確なひとつの形だったと思います。詞は『風の世界』と近い傾向があります。どの歌詞も、表現が非常に感覚的ですね」[book 2]という。
2. 街  –  (3'53")
  - 作詞・作曲 : 大貫妙子、編曲 : 細野晴臣 ⁄ 大貫妙子 ⁄ 坂本龍一
  - この曲について大貫は「ちょうど20歳の頃からひとり暮らしを始めたので、都会の中でひとりで暮らしていく時の、やはり時々淋しいという気持ちがありますよね。そういうものを歌にした」[book 2]と答えている。
3. いつでも そばに  –  (4'07")
  - 作詞・作曲 : 大貫妙子、編曲 : 大貫妙子 ⁄ 坂本龍一
  - 大好きだったというスティーヴィー・ワンダーを意識して書かれた曲[book 2]。
4. When I Met The Grey Sky  –  (5'49")
  - 作詞・作曲 : 大貫妙子、編曲 : 矢野誠
  - ジョニ・ミッチェルを意識して作られた曲[book 2]。牧村憲一は後年、この曲に後の大貫のヨーロピアン指向を感じていたと語っていた[book 1]。
5. Breakin' Blue  –  (5'36")
  - 作曲 : 大貫妙子、編曲 : 坂本龍一
  - 少しゴスペルっぽいピアノの曲のイメージで作られたというインストゥルメンタル[book 2]。

## クレジット
| Produced & Directed by TAEKO OHNUKI ⁄ YASUSHI NAKANE (for Crown Record)                                      |
| Assistant Direction by AKIRA IKUTA (for OUR HOUSE)                                                           |
| Engineered & Re-mixed by SHINICHI TANAKA / KAZUHIRO ICHIHASHI                                                |
| Coordinated by KENICHI MAKIMURA                                                                              |
| Drawing by MICHIKO OHSHIMA                                                                                   |
| Art Direction & Jacket Design by KAORU WATANABE                                                              |
| Photography by KAZUMI KURIGAMI                                                                               |
| Recorded at THE CROWN STUDIO, TOKYO                                                                          |
| June, July & August, 1976                                                                                    |
| |
| - Special Thanks to - 細野晴臣 - 矢野誠 - 山下達郎 - 坂本龍一 - 長門芳郎 - 沓澤玄 - 国吉征之 - TIN PAN ALLEY |
| |
| 中野督夫 : from Sentimental City Romance, CBS/SONY                                                           |
| 徳武弘文 : from Last Show                                                                                    |
| かしぶち哲郎 : from Moon Riders                                                                              |
| 佐藤博 : from Nippon Columbia                                                                                |
| 佐藤信彦 : from Ginga Tetsudo                                                                                |
| |
| All Songs by 大貫妙子                                                                                        |

## Taeko Ohnuki CROWN YEARS Paper Sleeve Collection

### 解説
2007年、大貫監修・書下ろしセルフライナー収載による紙ジャケット仕様限定盤にて再発。シュガー・ベイブ結成直前の1973年に録音されたロック喫茶“ディスク・チャート”でのデモ・セッション「午后の休息」（歌詞違い）、デビュー・アルバム制作直前に録音された「約束」の未発表デモ音源と、アルバム未収録のシングル「明日から、ドラマ」をボーナス・トラックとして収録。2007年リマスタリング音源を使用。2010年にはブルースペックCDにて、プラ・ケース仕様で通常盤として再発された。

### 収録曲
1. 時の始まり  –  (3'53")
2. 約束  –  (3'49")
3. One's Love  –  (3'56")
4. 午后の休息  –  (4'15")
5. 愛は幻  –  (4'47")
6. Wander Lust  –  (3'04")
7. 街  –  (3'53")
8. いつでも そばに  –  (4'07")
9. When I Met The Grey Sky  –  (5'49")
10. Breakin' Blue  –  (5'36")
[BONUS TRACKS]
11. 明日から、ドラマ  –  (3'32")
  - 作詞・作曲 : 大貫妙子、編曲 : 松任谷正隆
  - Single ZP-23 / 1977年3月5日リリース
  - 大貫は「マンタにデモ・テープを聴いてもらったらとても気に入っていただいて、レコーディングに入ったんですが、そのときに結構詞の問題が引っかかって、曲の分かりやすさっていうのもやはりそうですが、詞も分かりにくいとダメだと。今までは自分の私事の詞が多かったので、もっと広がるものという事で、ユーミンのマンションに押しかけまして、ユーミンも色々アドバイスしてくれたんです。色々みんなで絵を描いたりしてこういうシーンは言葉にするとどうなるかというのを延々やりまして、できたのが『明日から、ドラマ』なんです。ユーミンは確か『思い思いに生きて』というタイトルが絶対良いって言ったんですが、例えばパルコのコピーとかああいうのが一般的には“ナウい”と言われていた感じが流行っていた時期だったので『明日から、ドラマ』がすごくコピーっぽいということでタイトルはこうなった」[book 2]という。
12. 約束 ※Previously unissued demo  –  (2'59")
  - 作詞・作曲 : 大貫妙子
  - シュガー・ベイブ解散間もない1976年5月にクラウン・スタジオにて録音されたデモ・ヴァージョン。
13. 午后の休息 ※Previously unissued demo  –  (3'50")
  - 作曲 : 大貫妙子、作詞：Friend、編曲 : 大貫妙子&Friends
  - ディスク・チャートで店を閉めた深夜に店のスタッフでもあった小宮康裕や徳武弘文らが集まって行われていたセッションで1973年初期にレコーディングされた、大貫によるオリジナル曲のデモ・テープのうちの1曲。アルバムに収録されたヴァージョンとは歌詞が異なる。

### クレジット

#### 時の始まり
| Rhythm & Brass Arrangements by 山下達郎 |

| Chorus Arrangements by | - 大貫妙子 - 山下達郎 |

|                                                       |
| 山下達郎 : Electric Guitar, Hammond Organ, Percussion |
| 大貫妙子 : Steinway Piano, Background Vocals          |
| 寺尾次郎 : Fender Bass                                |
| 上原裕 : Drums                                        |
| 斉藤ノブ : Congas, Percussion                         |
| 坂本龍一 : Vibraphone                                 |
| 向井滋春 : Trombone (Solo)                            |
| 板谷博 : Trombone                                     |
| 塩村修 : Trombone                                     |

#### 約束
| Basic Arrangement by 山下達郎 |
|                               |
| 山下達郎 : Electric Guitar    |
| 徳武弘文 : Electric Guitar    |

| 坂本龍一 : | - Fender Rhodes Piano, Marimba, - Vibraphone, Yamaha Organ |

| 寺尾次郎 : Fender Bass |
| 上原裕 : Drums         |

#### One's Love
| Basic Arrangement by | - 細野晴臣 - 大貫妙子 |

|  |

| 佐藤博 : | - Steinway Piano, Fender Rhodes Piano, - Roland Synthesizer |

| 鈴木茂 : Electric Guitar |
| 田中章弘 : Fender Bass   |
| 林立夫 : Drums           |
| 浜口茂外也 : Percussion  |
| 国吉征之 : Flute         |

#### 午后の休息
| Basic Arrangement by 大貫妙子 & Friends |
| Chorus Arrangements 大貫妙子            |
| Viola Arrangement by 坂本龍一           |
|                                         |
| 徳武弘文 : Electric Guitar              |
| 寺尾次郎 : Fender Bass                  |
| 斉藤ノブ : Bongos, Bells                |
| 磯良夫 : Viola                          |
| 坂本龍一 : Perpared Steinway Piano      |
| 大貫妙子 : Background Vocals            |

#### 愛は幻
| Rhythm Arrangement by 山下達郎          |
| Chorus Arrangement 大貫妙子             |
|                                         |
| 中野督夫 : Lead Guitar                  |
| 山下達郎 : 6&12 Strings Electric Guitar |
| 坂本龍一 : Steinway Piano               |
| 寺尾次郎 : Fender Bass                  |
| 上原裕 : Drums                          |
| 大貫妙子 : Background Vocals            |

#### Wander Lust
| All Arrangements by 坂本龍一 |
|                              |

| 坂本龍一 : | - Steinway Piano, Hohner Clavinet, - Tambourine-Head |

| 山下達郎 : Electric Guitar   |
| 寺尾次郎 : Fender Bass       |
| 上原裕 : Drums               |
| 斉藤ノブ : Tambourine        |
| 大貫妙子 : Background Vocals |

#### 街
| Rhythm Arrangement by | - 細野晴臣 - 大貫妙子 |

| Chorus Arrangement by | - 大貫妙子 - 坂本龍一 |

|                                           |
| 細野晴臣 : Classical Guitar, Glöckenspiel |

| 佐藤博 : | - Fender Rhodes Piano, Hammond Organ, - Roland Synthesizer |

| 鈴木茂 : Electric Guitar     |
| 田中章弘 : Fender Bass       |
| 林立夫 : Drums               |
| 浜口茂外也 : Congas          |
| 大貫妙子 : Background Vocals |
| 山下達郎 : Background Vocals |

#### いつでも そばに
| Arrangement by | - 大貫妙子 - 坂本龍一 |

|  |

| 坂本龍一 : | - Steinway Piano, Hohner Clavinet, - (Synthesized Fender Rhodes Piano,) Cembalo, - Tubular Bells, Solina String Ensemble |

| 山下達郎 : Electric Guitar       |
| 寺尾次郎 : Fender Bass           |
| 上原裕 : Drums                   |
| 大貫妙子 : Synthesizer Operation |

#### When I Met The Grey Sky
| All Arrangemnts by 矢野誠                                |
|                                                          |
| 矢野誠 : Electric Cembalo, Koto, Perpared Steinway Piano |
| 大貫妙子 : Steinway Piano, Wood Block                    |
| かしぶち哲郎 : Drums                                     |
| 佐藤信彦 : Acoustic Guitar                               |

#### Breakin' Blue
| Rhythm & Bass Arrangements by 坂本龍一 |
|                                        |

| 坂本龍一 : | - Steinway Piano, Hammond Organ, - Hohner Clavinet, Arp 2800 Odyssey |

| 山下達郎 : Electric Guitar       |
| 寺尾次郎 : Fender Bass           |
| 上原裕 : Drums                   |
| 斉藤ノブ : Wind Chimes           |
| 大貫妙子 : Synthesizer Operation |
| First Music Strings              |

#### 明日から、ドラマ
| Arrangement by 松任谷正隆         |
|                                   |
| 松任谷正隆 : Keyboards, Accordion |
| 林立夫 : Drums                    |
| 高水健司 : Bass                   |
| 吉川忠英 : Acoustic Guitar        |
| Directed by 国吉征之 ⁄ 生田朗     |

#### 約束<DEMO>
| 坂本龍一 : Piano, Fender Rhodes   |
| 山下達郎 : Electric Guitar        |
| 寺尾次郎 : Fender Bass            |
| 上原裕 : Drums                    |
| 大貫妙子 : Background Vocals      |
|                                   |
| Recorded at Crown Studio (5/1976) |

#### 午后の休息<DISKCHART DEMO>
| Arrangement by 大貫妙子 & Friends                   |
|                                                     |
| 徳武弘文 : Acoustic Guitar (solo), Bass             |
| 小宮康裕 : Acoustic Guitar, Background Vocal        |
| 長門芳郎 : Background Vocal, Bongo                  |
|                                                     |
| Recorded at Disk Chart, Yotsuya, Tokyo (early 1973) |

#### スタッフ
| “Taeko Ohnuki CROWN YEARS”                                   |
| 監修 : 大貫妙子                                              |
| クリエイティブ・ディレクション : 長門芳郎 (BELIEVE IN MAGIC) |
| マスタリング : 中里正男 (ONKIO HAUS)                         |
|                                                              |
| 制作 : 久保隆 (NIPPON CROWN)                                 |
| デザイン : 吉本栄 (BELIEVE IN MAGIC)                         |
| デザイン・コーディネーター : 大槻恭子 (NIPPON CROWN)         |
| 協力 : 国吉静治、原田奈津子 (PROMAX)、日笠雅水、牧村憲一     |